# Nyamurenge
Nyamurenge är ett vattendrag i Burundi.   Det ligger i provinsen Mwaro, i den centrala delen av landet, 40 km öster om huvudstaden Bujumbura.
Omgivningarna runt Nyamurenge är en mosaik av jordbruksmark och naturlig växtlighet. Runt Nyamurenge är det tätbefolkat, med 356 invånare per kvadratkilometer.